# Helen Watts
Helen Josephine Watts (ur. 7 grudnia 1927 w Milford Haven, zm. 7 października 2009) – walijska śpiewaczka operowa, kontralt.

## Życiorys
Studiowała w Royal Academy of Music w Londynie, gdzie jej nauczycielami byli Caroline Hatchard i Frederick Jackson. Początkowo występowała w Glyndebourne Festival Chorus i BBC Chorus, jako solistka debiutowała w 1953 roku w koncertowej wersji Orfeusza i Eurydyki Ch.W. Glucka. W 1955 roku wystąpiła na festiwalu The Proms, wykonując arie J.S. Bacha pod batutą Malcolma Sargenta. Na scenie operowej zadebiutowała w 1958 roku rolą Didymusa w Theodorze G.F. Händla na Camden Festival. W 1964 roku wystąpiła po raz pierwszy na festiwalu w Salzburgu, wykonując partię jednej z pięciu dziewcząt w Elektrze Richarda Straussa. W tym samym roku wraz z English Opera Group występowała w ZSRR, wykonując partię tytułową w operze Benjamina Brittena The Rape of Lucretia. W latach 1965–1971 występowała na scenie londyńskiego Covent Garden Theatre, gdzie kreowała role m.in. Pierwszej Norny w Zmierzchu bogów i Erdy w Złocie Renu. W 1966 roku po raz pierwszy wystąpiła w Stanach Zjednoczonych. Od 1969 do 1981 roku była solistką Welsh National Opera w Cardiff.
W jej dorobku operowym znajdowały się role m.in. Urszuli w Beatrycze i Benedykcie Hectora Berlioza, Ino i Junony w Semele oraz Melo w Sosarme G.F. Händla, Czarownicy w Dydonie i Eneaszu Henry’ego Purcella, Ciotki Jane w Hugh the Drover Ralpha Vaughana Williamsa, Pani Quickly w Falstaffie Giuseppe Verdiego. Wykonywała także repertuar oratoryjny i pieśniarski. Dokonała licznych nagrań płytowych, m.in. partii Anioła w The Dream of Gerontius Edwarda Elgara pod batutą Adriana Boulta.
W 1978 roku została odznaczona krzyżem komandorskim Orderu Imperium Brytyjskiego.